# Fathallah Sijilmassi
Fathallah Sijilmassi (en arabe : فتح الله السجلماسي), né le 21 août 1966 à Rabat, est un diplomate et docteur en économie marocain. Il a notamment été ambassadeur du Maroc en France entre 2004 et 2008, puis directeur de l'Agence marocaine du développement des investissements et des exportations entre 2008 et 2012 avant d'être nommé secrétaire général de l'Union pour la Méditerranée de 2012 à 2018. Fin 2021, il est nommé directeur général de la Commission de l'Union africaine à Addis Ababa. 

## Biographie
Tenant la diplomatie en héritage, son père était ambassadeur du Maroc en Russie, puis au Danemark et en Algérie. Il fréquente alors les bancs de lycées français là où son père est en poste. Diplômé de l'Institut d'études politiques de Grenoble, Fathallah Sijilmassi commence sa carrière professionnelle de 1989 à 1992 au sein de la Banque commerciale du Maroc, qu’il représente à Milan.
Directeur des relations commerciales internationales au ministère du Commerce extérieur marocain, de 1994 à 1999, Fathallah Sijilmassi est chargé des négociations de l’accord d’association avec l’Union européenne et avec les États-Unis, ainsi que des négociations commerciales avec plusieurs partenaires bilatéraux, régionaux et multilatéraux du Maroc.
Il est ensuite ambassadeur, chef de la mission du Maroc auprès des Communautés européennes et ambassadeur du Maroc chargé du processus de Barcelone ainsi que du dialogue méditerranéen de l’OTAN. Il assure, au sein du ministère des Affaires étrangères et de la Coopération, les fonctions de directeur de la Coopération multilatérale (1999-2000) et de directeur des Affaires européennes (2001-2003).
Le 22 novembre 2004, il est nommé ambassadeur du Maroc en France, poste qu'il occupe jusqu'en décembre 2008, date à laquelle El Mostapha Sahel est nommé pour lui succéder.
À son retour au Maroc, le roi Mohammed VI le nomme le 2 juillet 2009 directeur de l’Agence marocaine pour le développement des investissements (AMDI). Un poste qu'il occupe jusqu'en 2011.
En février 2012, Fathallah Sijilmassi est élu à l'unanimité secrétaire général de l'Union pour la Méditerranée (UpM) à Barcelone, en remplacement de son compatriote Youssef Amrani ,. Un poste qu'il occupe jusqu'en 2018.
En octobre 2021, Fathallah Sijilmassi a été nommé au nouveau poste de directeur général de la Commission de l’Union africaine.
Fathallah Sijilmassi est marié à Hakima Fassi Fihri, une juriste. Ils sont parents de deux garçons.

## Décorations
Fathallah Sijilmassi est officier de l'ordre de la Légion d'honneur et grand officier de l'ordre national du Mérite (France).
Encomiendia de l'ordre d'Isabel la Catolica (Espagne) 
Star of Merit (Palestine) 

## Publication
Fathallah Sijilmassi a publié en 2020 "L’avenir de l’Europe est au Sud " dans lequel il souligne l’importance pour l’axe Europe-Méditerranée-Afrique de se remettre au centre du jeu des grandes transitions géo-économiques mondiales. L’ouvrage obtient le prix du livre économique francophone par le Forum économique des affaires.